# Фрідріхштадт (район Берліна)

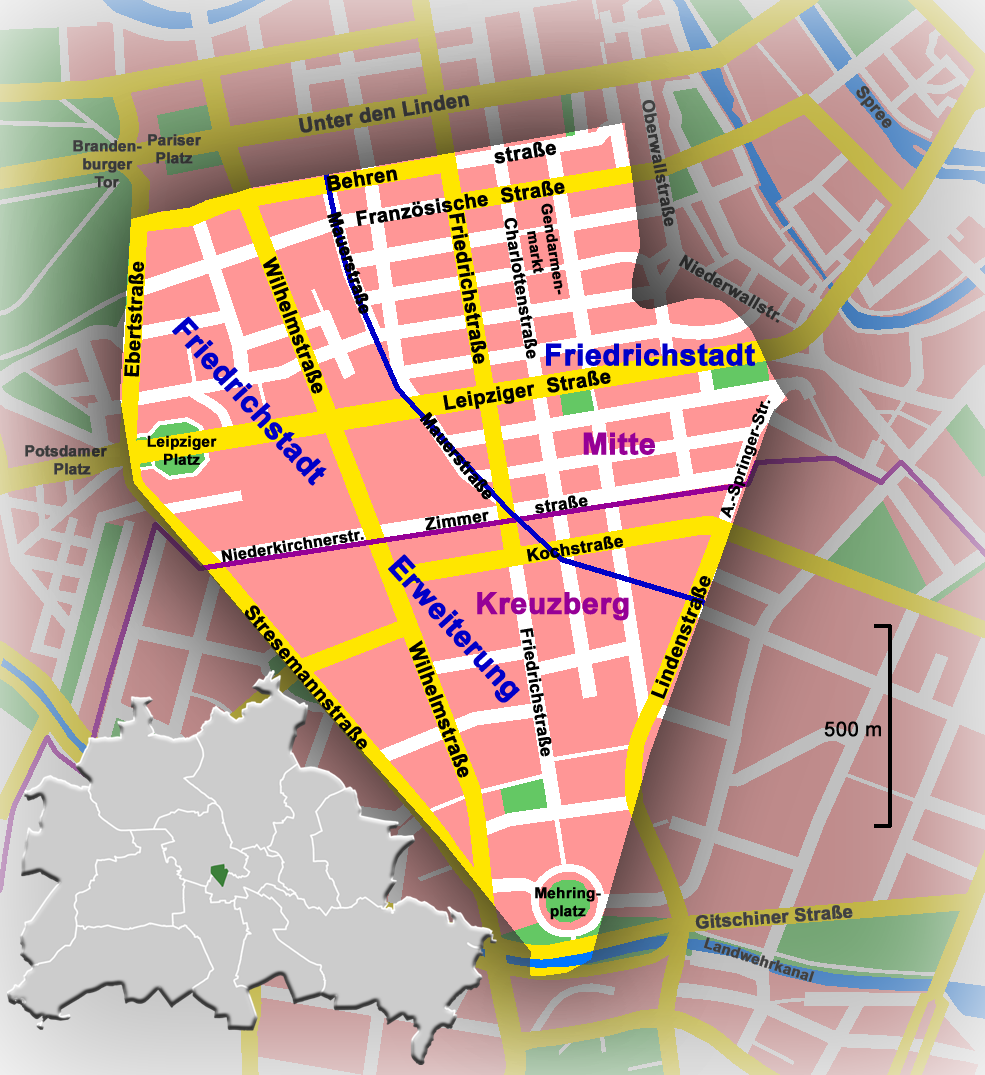
Фрідріхштадт на карті Берліна

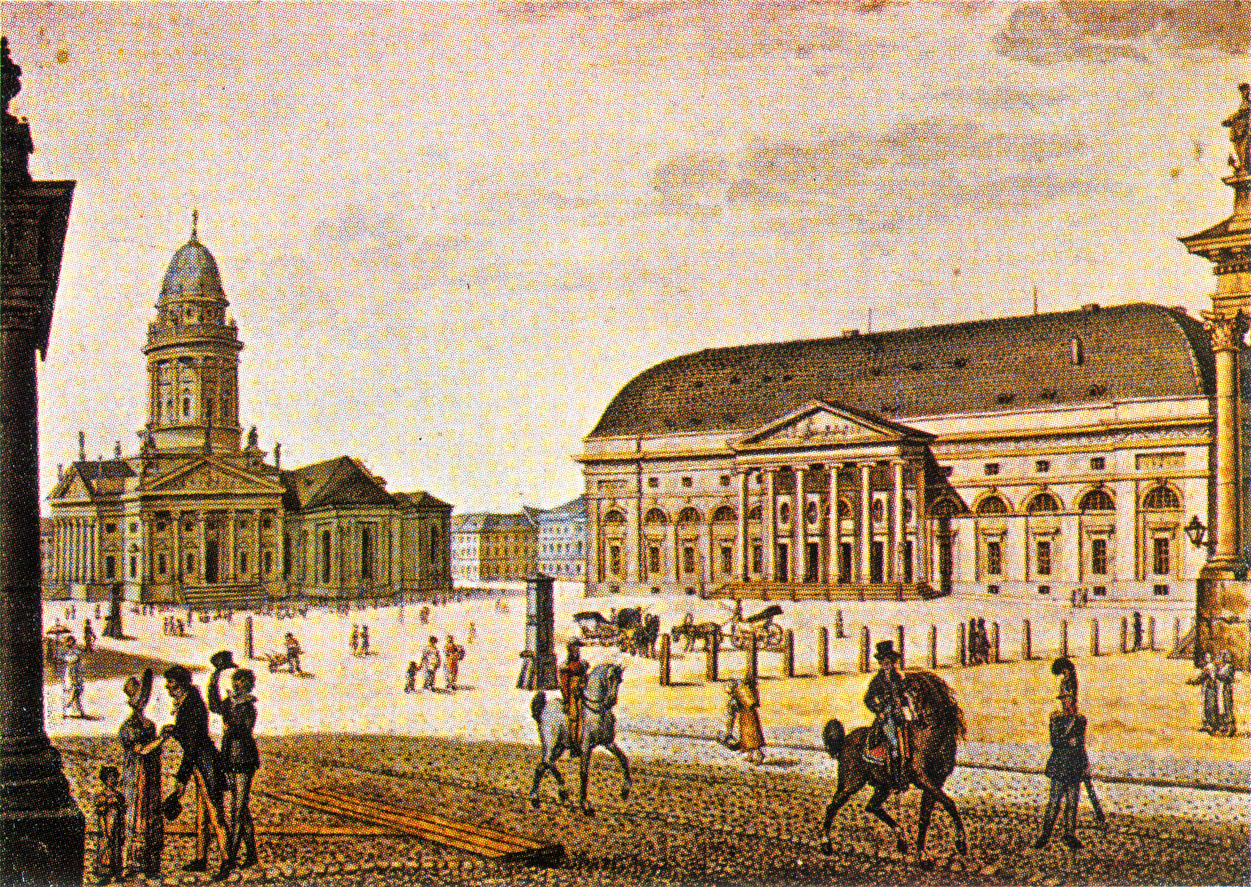
Жандарменмаркт у 1815 році

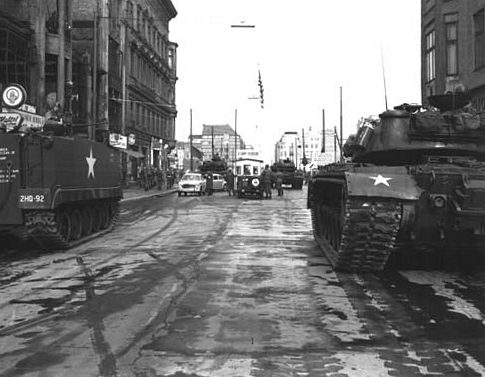
КПП Чарлі. 27 жовтня 1961 року

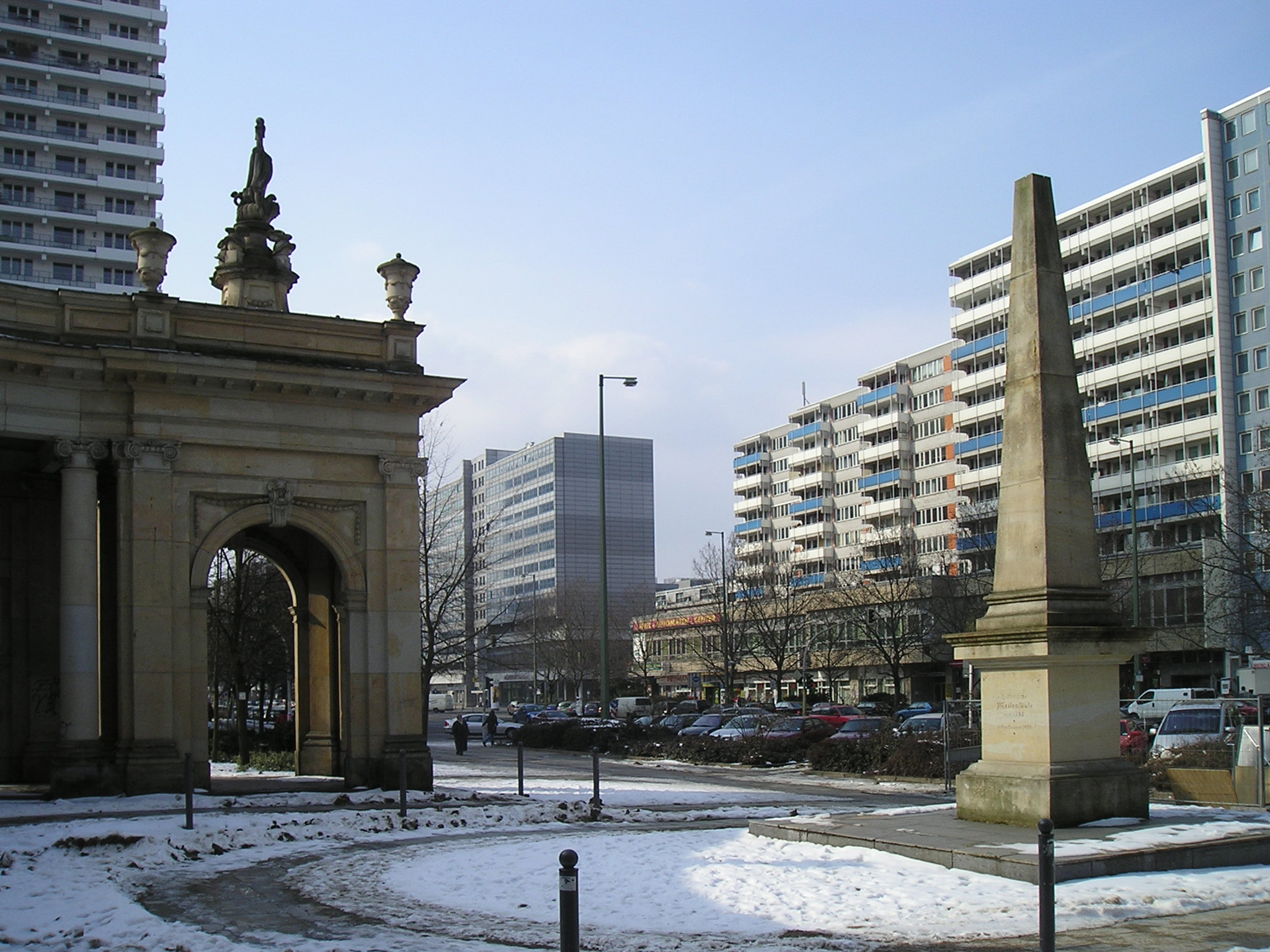
Відновлена Лейпцизька вулиця

Фрідріхштадт ( нім. Friedrichstadt) — історичний район Берліна, який отримав свою назву на честь прусського короля Фрідріха I. Фрідріхштадт знаходився на південь від Доротеенштадта і на північний захід від Фрідріхсвердера і відповідно на північний захід від міста Берліна і Кельна. Північна частина Фрідріхштадта знаходиться в сучасному окрузі Мітте, а південна частина - в окрузі Фрідріхсхайн-Кройцберг. Заснований як передмістя Берліна, Фрідріхштадт в 1710 році увійшов до складу міста і до адміністративної реформи Берліна 1920 року був міським районом.
Указ про заснування нового міста було видано майбутнім королем Пруссії Фрідріхом I у 1688 році після смерті свого батька, Великого курфюрста Фрідріха-Вільгельма. Зведення Фрідріхштадту було доручено архітекторам Йогану Арнольду Нерінгу, Йогану Генріху Беру і Мартіну Грюнбергу. Роком заснування міста вважається 1691 рік. На 1692 рік у Фрідріхштадте вже налічувалося 300 будинків. Багато з них в цій болотистій місцевості були побудовані на палях. У Фрідріхштадт потягнулися французькі гугеноти. У 1701 році на Жандарменмаркт були закладені перші камені у фундамент двох церков: для німецьких лютеран і французьких протестантів.
Указом Фрідріха I від 18 січня 1709 року міста Берлін, Кельн, Доротеенштадт, Фрідріхштадт і Фрідріхсвердер були об'єднані в один, який отримав назву «головна королівська резиденція Берлін». Тим самим Фрідріхштадт перестав існувати як самостійне місто і став районом Берліна.
В результаті адміністративної реформи 1920 року в Великому Берліні Фрідріхштадт був поділений між новими округами Мітте і Кройцберг. Друга світова війна принесла Фрідріхштадт великі руйнування. Для будівництва Берлінської стіни, що перетинала історичний район, були знесені всі прилеглі до неї будівлі. На перетині Фрідріхштрассе і Ціммерштрассе ( нім. Zimmerstraße був зведений Чекпойнт Чарлі (КПП), який став в жовтні 1961 року ареною драматичного протистояння радянських і американських танків під час Берлінської кризи .
Відновлення північної частини Фрідріхштадту в окрузі Мітте, яка входила до Східного Берліну, почалося в 1970 році. На повністю зруйнованій Лейпцизькій вулиці були побудовані висотні житлові будинки. У південній частині Фрідріхштадту в окрузі Кройцберг, що опинилася в Західному Берліні, у 80-і роки був частково реалізований архітектурний проект «Південний Фрідріхштадт», підготовлений в рамках підготовки до Міжнародної будівельної виставки 1984 року. Після об'єднання Німеччини під Фрідріхштадте з'явилися численні нові розкішні магазини та офісні будівлі. Заповнення пустирів на місці Берлінської стіни ще не закінчено.
Знамениті споруди під Фрідріхштадте:
- Вільгельмштрассе
- Жандарменмаркт
  - німецький собор
  - французький собор
  - Берлінський концертний зал
- будівлю Парламенту Берліна
- Меморіал пам'яті жертв Голокосту в Берліні
- Чекпойнт Чарлі